# Certidão em inteiro teor
Certidão em inteiro teor, integral ou verbo ad verbum (palavra por palavra) é um documento extraído de um livro de registro que reproduz todas as palavras nele contidas.
Certidão de inteiro teor também pode ser uma certidão que apresenta todos os atos praticados e os nomes dos proprietários. É utilizada em locações, inventários, etc. A Certidão de Inteiro Teor é também utilizada para fins mais específicos, como, por exemplo, em um processo de dupla cidadania.